# Ancienne fonderie de canons de Nevers
Pour les articles homonymes, voir Fonderie de canons.
L'ancienne fonderie de canons est un ensemble de bâtiments situés à Nevers, en France.

## Localisation
Elle est située rue Mademoiselle Bourgeois à Nevers.

## Historique
Les bâtiments de l'actuel ISAT (Institut supérieur de l'automobile et des transports), ainsi que d'autres écoles supérieures (droit) trouvent leur origine en 1601, dans ce village dit "Le Martelet", où s'installe un couvent de Capucins créé à la demande de l'évêque Sorbin pour prêcher et soulager les malades. Les moines construisent leurs bâtiments à proximité de la Nièvre où existait déjà un moulin : église, bâtiments conventuels et cloîtres sont visibles sur le plan de Nevers de 1759. En 1793 les bâtiments du couvent sont réquisitionnés par Fouché pour l'installation d'une fonderie de canons pour la marine. Le choix de cette localisation s'explique par le fait que la Nièvre était alors le département le mieux pourvu en établissements métallurgiques pour fournir la fonte nécessaire. En 1879 la fonderie rejoint l'arsenal de Ruelle, en Charente, et le site est occupé jusqu'en 1993 par les services de l'Intendance militaire. À cette date, l'armée rétrocède le terrain au ministère de l'Education Nationale, lequel choisit d'y installer l'ISAT, présent à Nevers depuis 1991. Une reconversion architecturale de qualité permet d'adapter cet ancien site industriel et militaire à de nouveaux usages universitaires, tout en conservant les bâtiments les plus anciens, représentatifs de l'architecture industrielle du XIXe siècle. (source : "Cheminement piéton de la Ville de Nevers").

## Architecture

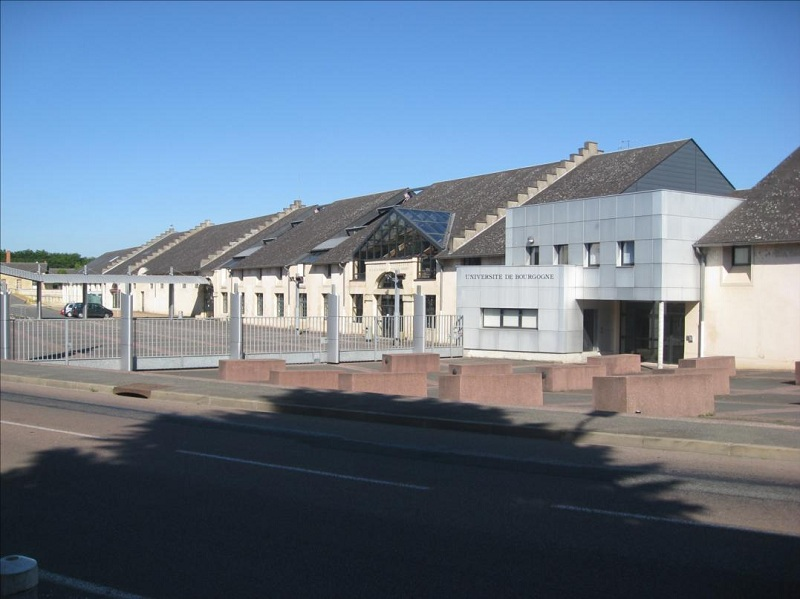
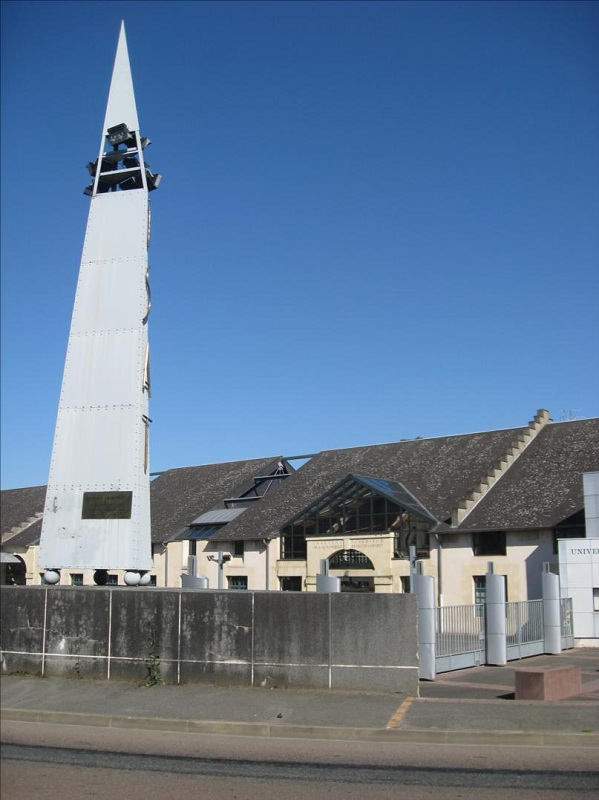
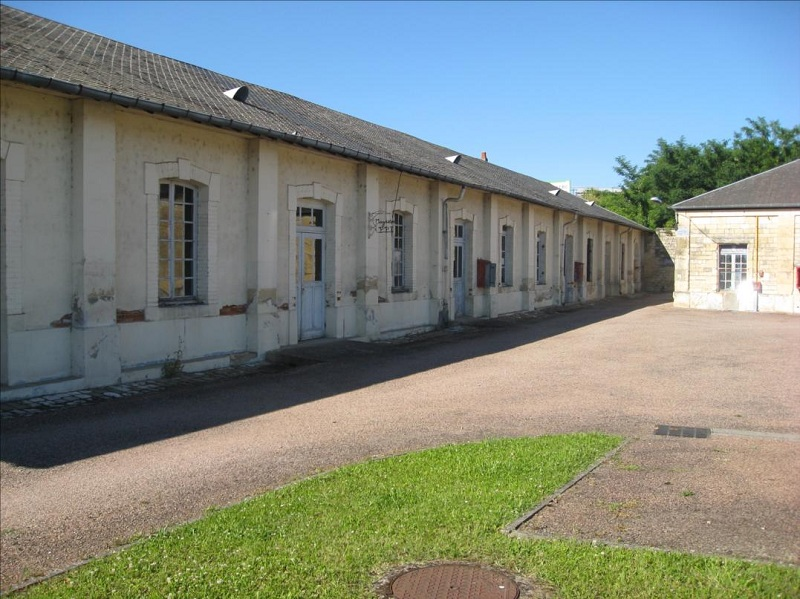
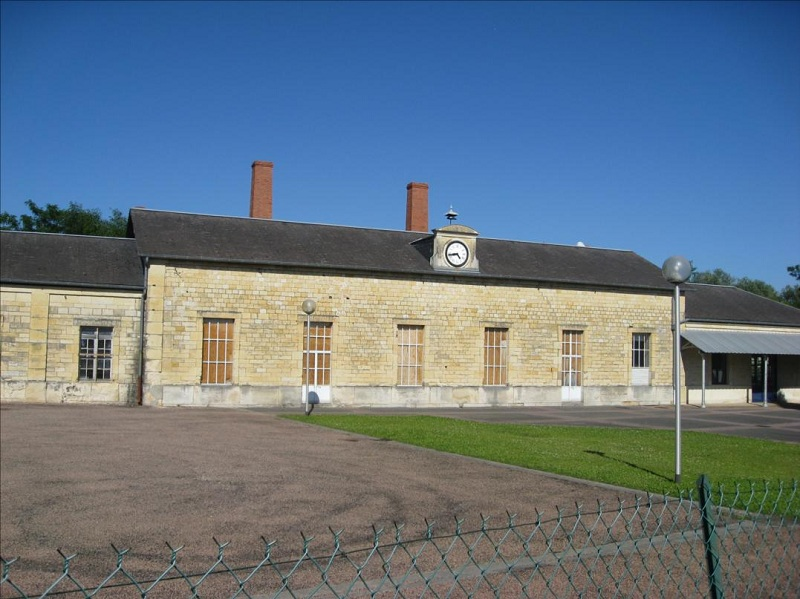
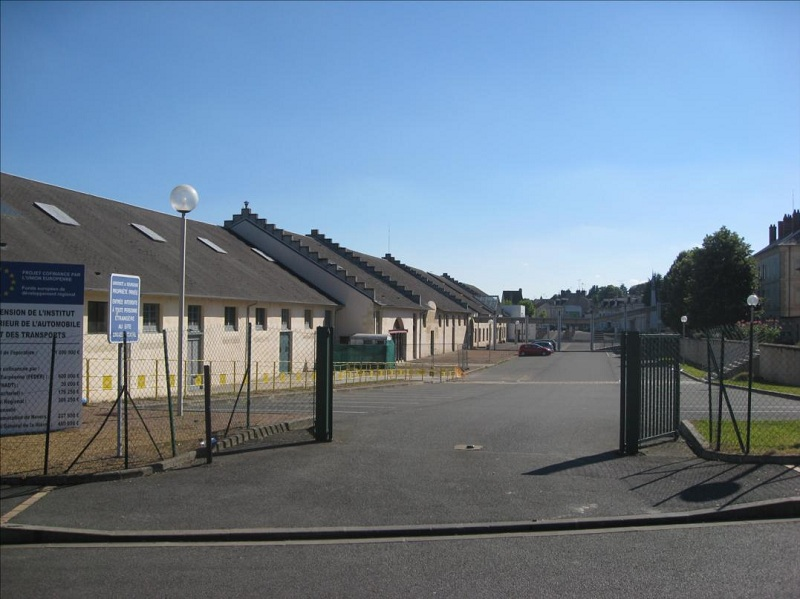
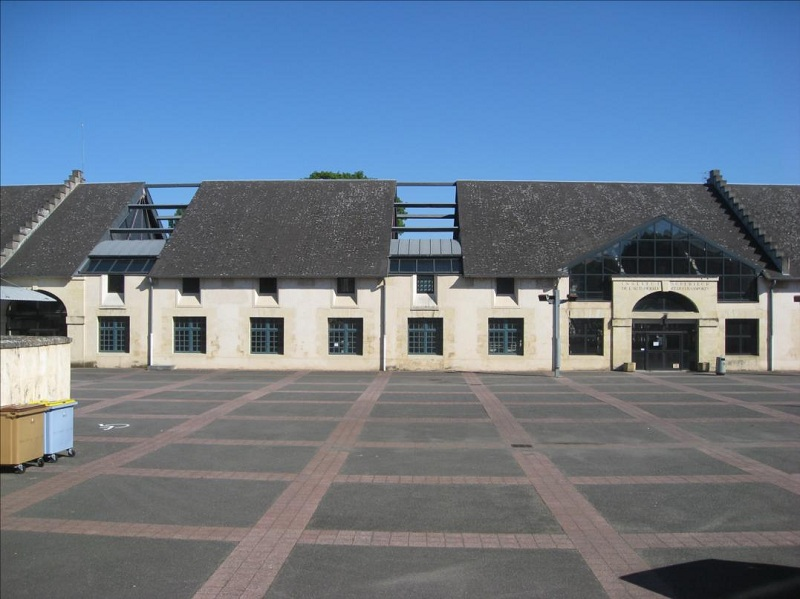